# كلية الفنون الجميلة والتطبيقية (السودان)

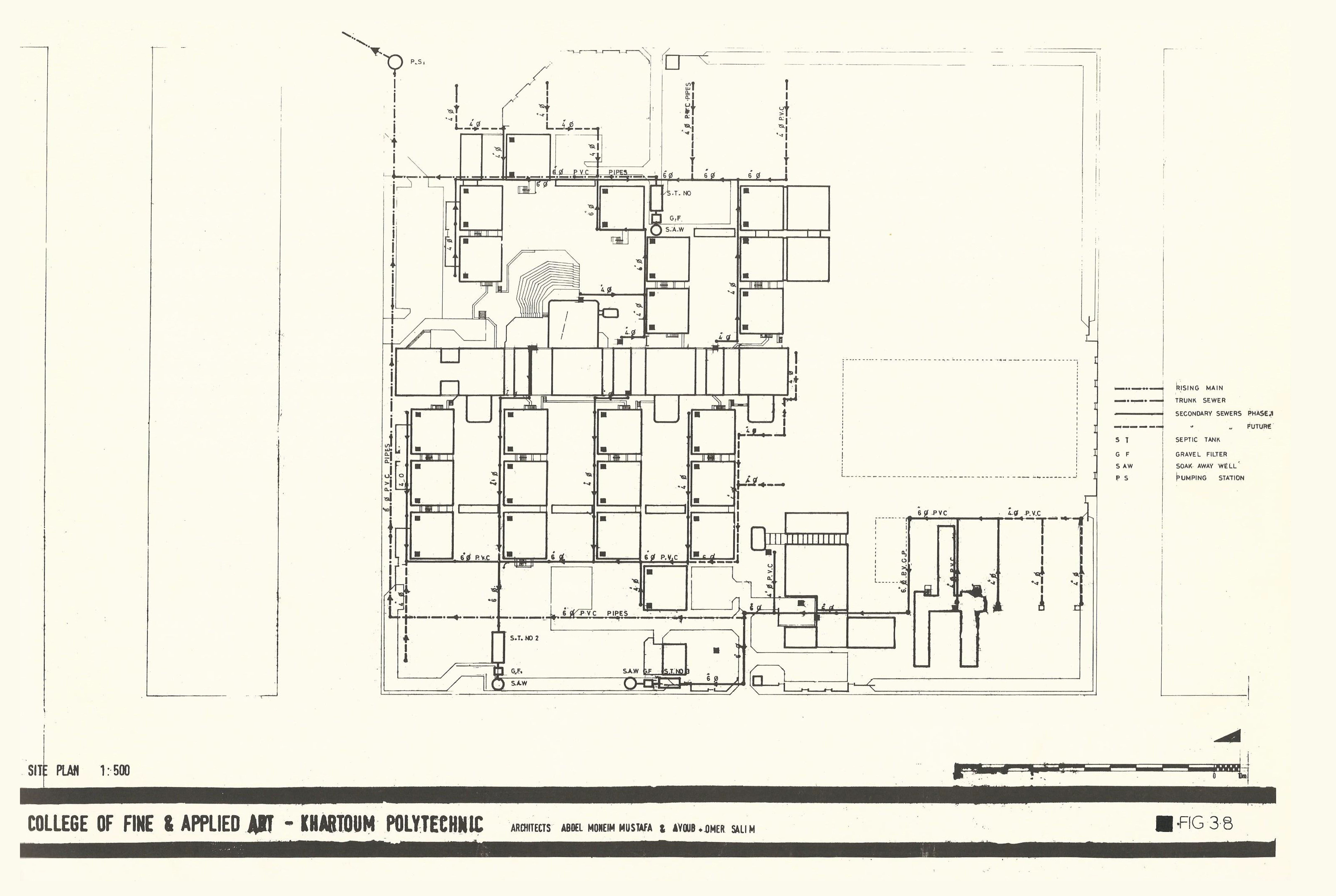
كلية الفنون الجميلة والتطبيقية، السودان 1978

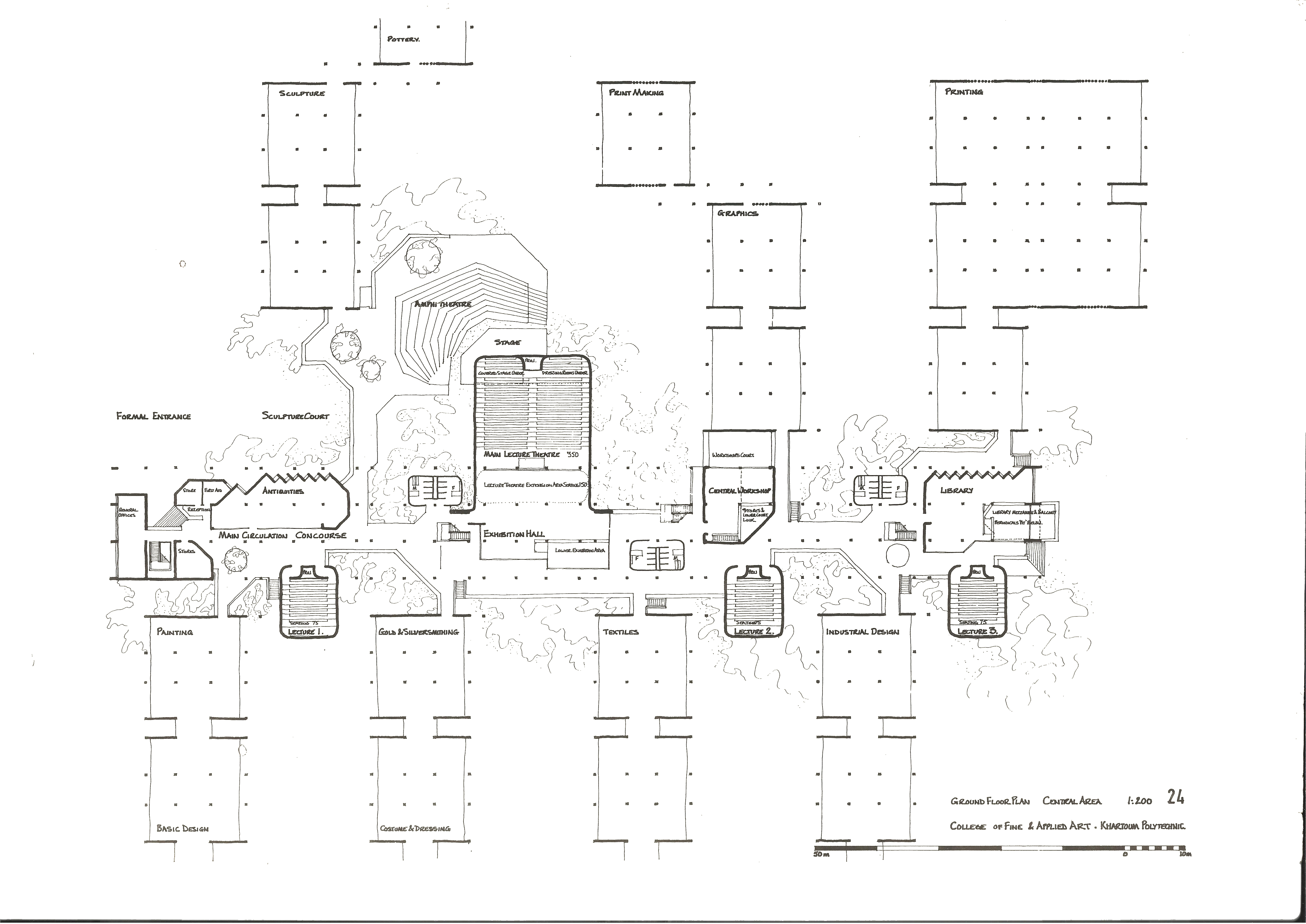

كلية الفنون الجميلة والتطبيقة هي من أقدم الكليات في السودان، كانت الكلية عبارة عن مدرسة التصميم والتشكيل في عام 1936م، وفي عام 1946م تأسست الكلية بأقسام بسيطة، ثم تحولت إلى معهد الكليات التكنلوجية والآن جامعة السودان للعلوم والتكنلوجيا، كلية الفنون الجميلة والتطبيقية.

## التأسيس
تم تدريس الفنون بمعهد بخت الرضا في الثلاثينيات من القرن، ومن ثم تم تكوين قسم الفنون إلى عام 1946 وتحويله لقسم التصميم المعماري كلية غردون التذكارية، جامعة الخرطوم حاليا لتدريس المعارف النظرية والتطبيقية في فنون النجارة، والعمارة، والرسم، والمساحة والتصميم.
في سنة 1951 تمت إلحاق مدرسة التصميم إلى المعهد الفني بالخرطوم وسميت بالمعهد العالي للفنون، وبعد تطور المعهد الفني إلى معهد للكليات التكنولوجية أصبح هذا القسم يُعرف بمدرسة الفنون الجميلة والتطبيقية في حين تطور معهد الكليات التكنولوجيا إلى جامعة السودان للعلوم والتكنولوجيا

## فصول الكلية
تمنح كلية الفنون الجميلة والتطبييقية درجة بكالوريوس الفنون في ثمانية فصول دراسية في أحد التخصصات التالية :
أ. التصميم الإيضاحي.               ب. التصميم الصناعي .              ج. تصميم وطباعة المنسوجات .
د. الخطوط والزخرفة .               هـ. الطباعة والتجليد .               و. الخزف .
ز. النحت .                           ح. التصميم الداخلي .                 ك. التلوين .
ل. تصميم الأزياء والملابس .

## من خريجي الكلية
من أبرز الخريجين:
- إبراهيم الصلحي الأب الروحي للفن التشكيلي السوداني الحديثا
- البروفسور أحمد محمد شبرين[5]
- حسين جمعان
- أحمد إبراهيم عبد العال.
- المرحوم الاستاذ عبدالمحمود عثمان احمد النعيمة